# هيلموت مولر
هيلموت مولر (بالألمانية: Helmut Müller) (و. 1953 – 2011 م) هو لاعب كرة قدم، من ألمانيا، ولد في فايسنتورم، يلعب كلاعب وسط، توفي في النمسا، عن عمر يناهز 58 عاماً.

## روابط خارجية
- هيلموت مولر على موقع قاعدة بيانات كرة القدم.إي يو (الإنجليزية)
- هيلموت مولر على موقع بيانات كرة القدم. دي إي (الألمانية)